# Ludwig Seeger (Politiker)

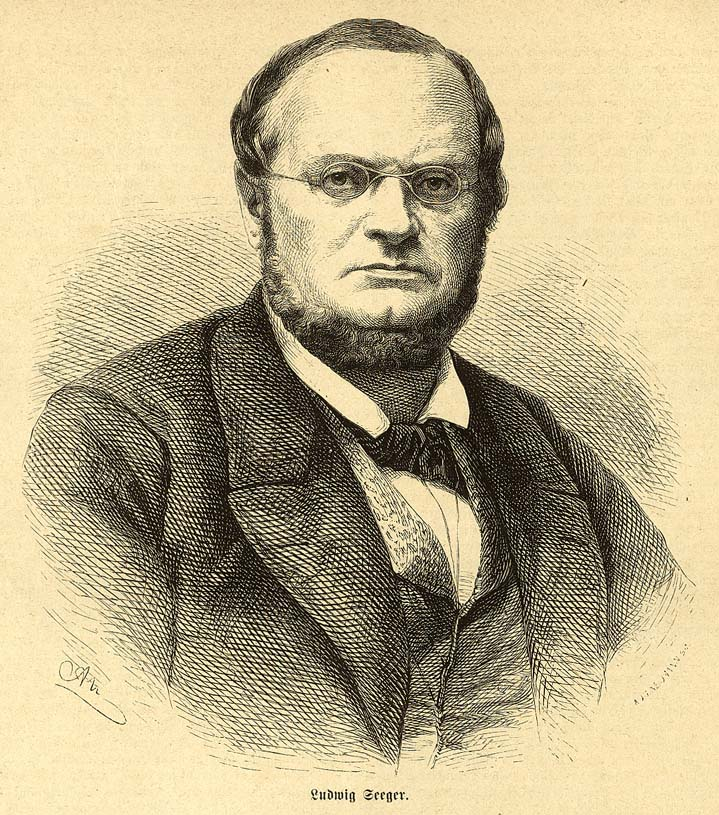
Ludwig Seeger (Stich, 1864).

Ludwig Wilhelm Friedrich Seeger (* 30. Oktober 1810 in Wildbad; † 22. März 1864 in Stuttgart) war ein deutscher Politiker und Dichter. Seeger ist wegen seiner politischen Betätigung und seines schriftstellerischen Talents als der schwäbische Heine bekannt.

## Leben
Ludwig Seeger wurde als Sohn des Realschullehrers Ludwig Seeger (1776–1843) zu Wildbad im Königreich Württemberg geboren. Seine Schulbildung erfuhr er in der Lateinschule zu Calw, ab 1824 im evangelisch-theologischen Seminar zu Schönberg. 1828 immatrikulierte er sich an der Universität Tübingen als Student der Theologie und besuchte außerdem mit regem Interesse philologische und literarische Veranstaltungen, unter anderem das Stilistikum bei Ludwig Uhland. Nach dem Studium war Seeger ab 1831 für kurze Zeit als Theologe tätig, nahm dann eine Hofmeisterstelle in der Schweiz an und wurde 1835 Professor für Alte Sprachen am Realgymnasium in Bern und zugleich Dozent an der Universität Bern.
Bei Ausbruch der Deutschen Revolution von 1848 kehrte er nach Württemberg zurück und engagierte sich als Liberaler in der Politik. 1850 wurde er Abgeordneter des Oberamts Ulm für die zweite verfassungsberatende Versammlung von Württemberg. Für die Landtage von 1851 bis 1853 und von 1854 bis 1855 war er Abgeordneter des Oberamts Waldsee, für das Oberamt Ulm im Landtag von 1862. Er war Mitglied der Württembergischen Fortschrittspartei und Vertrauensmann des Frankfurter Sechunddreißiger-Ausschusses und des Comités für Schleswig-Holstein. 1864 starb er in Stuttgart.

## Schriftstellerische Tätigkeit
Ludwig Seeger hat sich als Publizist, Lyriker und Übersetzer gleichermaßen und über die Landesgrenzen hinaus verdient gemacht. Er war 1850 Redakteur der Ulmer Schnellpost. Im Jahre 1862 ließ er das von seinem Freund Ludwig Pfau im Revolutionsjahr 1848 begründete und 1853 untergegangene satirische Witzblatt Eulenspiegel wieder auferstehen, in dem er nur einmal, in der ersten Ausgabe, mit seinen Initialen zeichnete. Ansonsten erschienen alle Texte und Zeichnungen anonym. Beigelegt war das von ihm herausgegebene Stuttgarter Literarische Wochenblatt. Nach Seegers plötzlichem Tod 1864 wurde der Eulenspiegel zum Ende des Abonnements-Zeitraums mit der letzten Nummer am 25. Juni 1864 Juni eingestellt.
Seine satirischen, politisch motivierten Gedichte gab er in zwei Sammlungen heraus: Der Sohn der Zeit (1843 und 1847), Politisch-sociale Gedichte (mit August Becker, 1844) und Gesammelte Dichtungen in zwei Bänden (1863, 1864). Außerdem war er Herausgeber des Deutschen Dichterbuchs aus Schwaben (1864). Seeger werden die Pseudonyme „Rubens“ (sein Spitzname schon seit der Tübinger Studentenzeit), „Albertus Baribal“ und „Hinz und Kunz“ zugeschrieben.

## Übersetzer

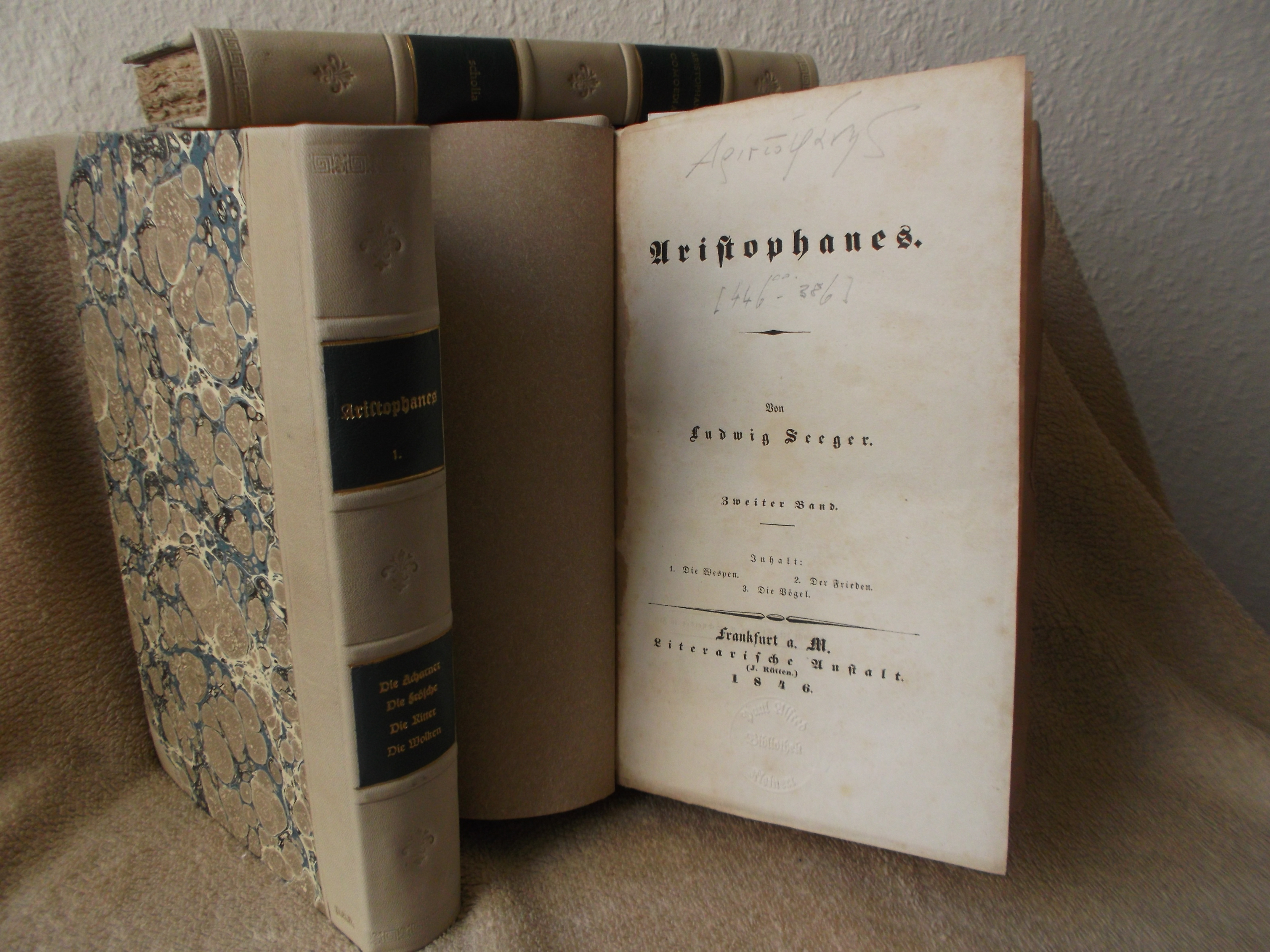
Ludwig Seegers Übersetzung des Aristophanes von 1844–1848

Sein pointierter Stil machte ihn auch zu einem feinfühligen Übersetzer. Während er zunächst unter Pseudonym Beranger’s Lieder (1839, 1842) herausgab, gab ihm der Erfolg den Mut, seine weiteren Übersetzungen unter seinem Klarnamen zu veröffentlichen. In drei Bänden erschienen bei der Literarischen Anstalt in Frankfurt am Main die Stücke von Aristophanes, die bis heute mehrfach wiederaufgelegt wurden; bereits 1913 erfolgte eine Neuherausgabe durch Thassilo von Scheffer, woraus zwei seiner Übertragungen in die traditionsreiche Insel-Bücherei übernommen wurden (1978 „Die Wolken“ als IB 623 und 2014 „Lysistrate“ als IB 1401). 1860 und 1861 folgten Victor Hugos poetische Werke. Außerdem beteiligte er sich an der von Franz von Dingelstedt betreuten Shakespeare-Übersetzung, für die er bis zu seinem Tod drei Dramen übersetzte: König Johann, Hamlet, Timon von Athen. Die Reihe erschien nach seinem Tod ab 1865 in zehn Bänden.